# DB Netze
A DB Netze (magyar nyelven: DB Hálózatok) a Deutsche Bahn leányvállalata, mely a vasúti infrastruktúra kezelésért és üzemeltetéséért felel.

## Története
2007 vége óta a DB Netze a Deutsche Bahn AG három márkája közé tartozik az Arriva és a DB Schenker mellett. 2008 júniusában a Deutsche Bahn AG igazgatósága úgy döntött, hogy a tervezett részleges privatizáció részeként elválasztja a szolgáltatókat a DB Netze márkanévtől, és csak az alatt álló infrastruktúrát egyesíti. A jövőben a DB Services üzletág szolgáltatói csoportmárkával működnek.

## Részei
A DB Netze márka a következő üzleti területeket foglalja magában:
- DB Netze Fahrweg: DB Netz, RegioNetz, Deutsche Umschlaggesellschaft Schiene-Straße, DB Fahrwegdienste
- DB Netze Personenbahnhöfe: DB Station&Service
- DB Netze Energie: DB Energie

2016-ig:
- DB Netze Projektbau: DB ProjektBau